# Бухвостов, Сергей Леонтьевич
Серге́й Лео́нтьевич Бухво́стов (1642 или 1659 — 1728) — российский офицер, в 1683 году первым записавшийся в потешный Преображенский полк Петра Великого и прозванный Петром «первым российским солдатом».

## Краткая биография
Когда Пётр I объявил в 1683 году набор в свои потешные войска, первым к нему явился царский конюх (по другим сведеньям стряпчий) Сергей Леонтьевич Бухвостов и был зачислен в бомбардирскую роту Преображенского полка как «потешный пушкарь».

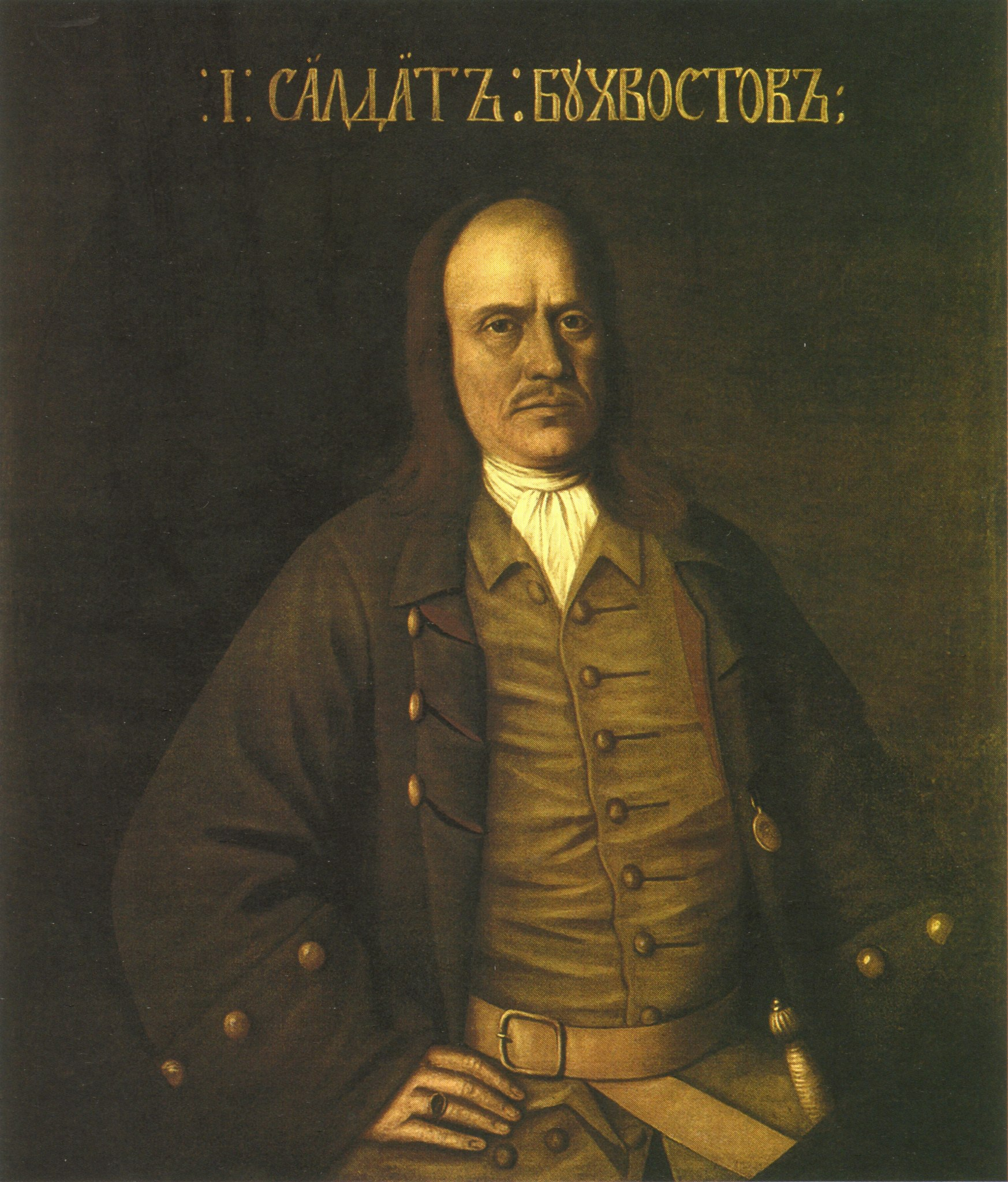
Портрет майора из Преображенской серии

Современник его характеризует: «Был росту среднего, силен, тверд, скромен и весьма воздержан».
Бухвостов участвовал практически во всех военных кампаниях Петра I. Ещё будучи солдатом, он выступил в Азовский поход, а во время войны со шведами состоял при Петре в должности лейбшица — стрелка, обязанного охранять царя в походах и сражениях.
Отличился Бухвостов при взятии Нотебурга и Нарвы, а также в боях со шведами под Полтавой, за что был пожалован царем чином капитана артиллерии. При взятии Щецина в 1713 году Бухвостов был настолько тяжело ранен, что потерял способность к строевой службе. При отправлении лейб-гвардейцев в Новгород было решено часть личного состава отправить в отставку по старости и состоянию здоровья, в числе таких был и подпоручик Бухвостов. В признательность за многолетнюю честную службу Пётр присвоил Бухвостову чин майора с зачислением в Санкт-Петербургский гарнизон с званием — капитан гвардии, где он значился до своей смерти в 1728 году.

## Увековечение памяти

Памятник С. Л. Бухвостову в Преображенском (скульптор В. М. Клыков)

- Пётр I высоко ценил заслуги Бухвостова и для увековечения его образа в 1721 году заказал Бартоломео Карло Растрелли сделать бронзовый бюст «Первого российского солдата» (скульптура не сохранилась). Позже с этого бюста портрет Бухвостова нарисовал и отгравировал петербургский художник Михаил Махаев. Бюст Сергея Бухвостова работы Карло Растрелли был первым скульптурным памятником, а также первым прижизненным памятником в России.
- Имя Бухвостовых (1-я, 2-я и 3-я Бухвостовы улицы — название в старомосковской притяжательной форме (чьи — Бухвостовы, а не кого — Бухвостова)[источник не указан 3605 дней] дано Комиссией Сытина в 1922 году) носят три улицы Москвы, расположенные в Преображенском.
- 20 августа 2005 года на Преображенской площади в Москве был открыт памятник работы скульптора В. М. Клыкова, сделанный по гравюре М. И. Махаева, которая, в свою очередь, была создана со скульптуры Карло Растрелли.